# Крайні точки Європейського Союзу

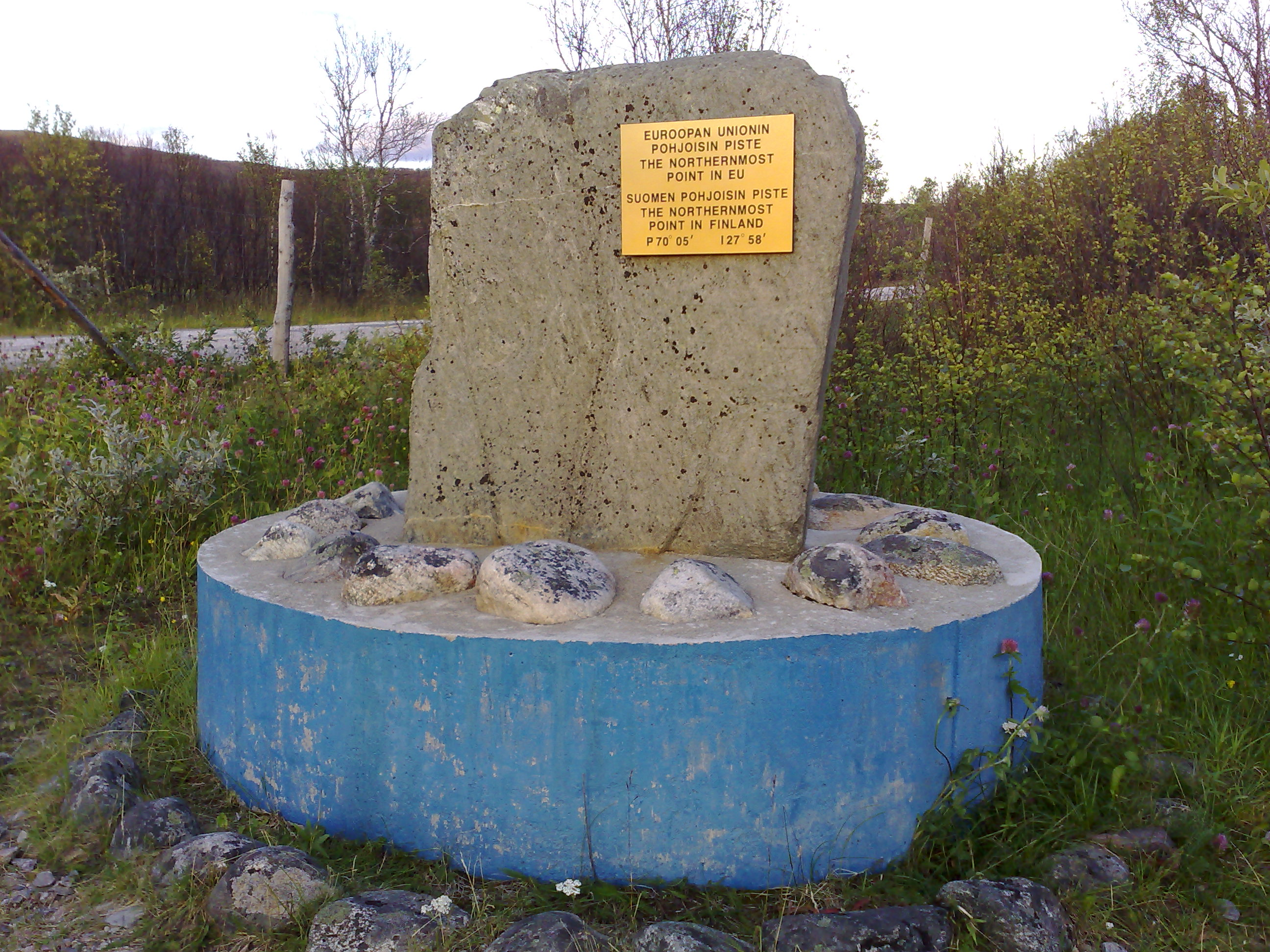
Монумент, який позначає крайню північну точку Європейського Союзу біля села Нуоргам у Фінляндії

Список крайніх точок Європейського Союзу.

## В Європі

### Включно з островами
- Північ: Нуоргам,  Фінляндія (70° 5’ 30" N)
- Південь: Лімасол,  Кіпр (34° 39’ N)
- Захід: Моншики, Азорські острови,  Португалія
- Схід: Різокарпасо,  Кіпр (34° 36’ E)